# 中の原 (北九州市)
中の原（なかのはる）は福岡県北九州市八幡西区の地名。中の原一丁目から三丁目の町がある。住居表示実施済み。郵便番号は807-0078。

## 地理
八幡西区の中央部に位置し、北に上の原、東に上上津役、南に下上津役、西に沖田と接する。

### 湖沼
- 今池

## 地域の特徴
南東縁を国道211号が通り、ホームセンターやディスカウントストア等の大型店舗が並んでいる。それ以外の地域は住宅地となっている。

## 歴史
かつて大字下上津役の字、中原と呼ばれていた地域である。旧下上津役団地の北部にあたり、二丁目は日生団地とも通称されていた。東部の国道211号沿いの地域は、昭和12年に旧上津役村が八幡市に合併するに際しての条件の一つであった今池病院の改築用敷地として造成されたが、第二次世界大戦勃発により、上津役国民学校農園、さらには高射砲擬装陣地に転用、昭和22年の学制改革により上津役中学校の敷地となっていた。なお、同校は昭和47年に上上津役三丁目に移転した。

### 沿革
- 1983年（昭和58年）6月1日 - 中の原一丁目 - 三丁目新設[5][6]。

### 町名の変遷
| 実施内容          | 実施年月日               | 実施後       | 実施前                             |
| ----------------- | ------------------------ | ------------ | ---------------------------------- |
| 町名新設 住居表示 | 1983年（昭和58年）6月1日 | 中の原一丁目 | 大字下上津役，大字上上津役の各一部 |
| 町名新設 住居表示 | 1983年（昭和58年）6月1日 | 中の原二丁目 | 大字下上津役，大字上上津役の各一部 |
| 町名新設 住居表示 | 1983年（昭和58年）6月1日 | 中の原三丁目 | 大字下上津役の一部                 |

## 世帯数と人口
2025年（令和7年）3月31日現在（北九州市発表）の世帯数と人口は以下の通りである。
| 町           | 世帯数  | 人口    |
| ------------ | ------- | ------- |
| 中の原一丁目 | 221世帯 | 434人   |
| 中の原二丁目 | 249世帯 | 465人   |
| 中の原三丁目 | 296世帯 | 677人   |
| 計           | 766世帯 | 1,576人 |

### 人口の変遷
国勢調査による人口の推移。
| 1995年（平成7年）  | 1,501人 | [ 7 ]  |  |
| 2000年（平成12年） | 1,391人 | [ 8 ]  |  |
| 2005年（平成17年） | 1,439人 | [ 9 ]  |  |
| 2010年（平成22年） | 1,578人 | [ 10 ] |  |
| 2015年（平成27年） | 1,568人 | [ 11 ] |  |
| 2020年（令和2年）  | 1,591人 | [ 12 ] |  |

### 世帯数の変遷
国勢調査による世帯数の推移。
| 1995年（平成7年）  | 531世帯 | [ 7 ]  |  |
| 2000年（平成12年） | 521世帯 | [ 8 ]  |  |
| 2005年（平成17年） | 567世帯 | [ 9 ]  |  |
| 2010年（平成22年） | 621世帯 | [ 10 ] |  |
| 2015年（平成27年） | 600世帯 | [ 11 ] |  |
| 2020年（令和2年）  | 629世帯 | [ 12 ] |  |

## 学区
市立小・中学校に通う場合、学区は以下の通りとなる。
| 町           | 街区・戸番                                                | 小学校                 | 中学校                 |
| ------------ | --------------------------------------------------------- | ---------------------- | ---------------------- |
| 中の原一丁目 | 全域                                                      | 北九州市立上津役小学校 | 北九州市立上津役中学校 |
| 中の原二丁目 | 全域                                                      | 北九州市立上津役小学校 | 北九州市立上津役中学校 |
| 中の原三丁目 | 1 - 6番，7番1 - 10号，7番17号以上， 8番1 - 30号，9 - 14番 | 北九州市立上津役小学校 | 北九州市立上津役中学校 |
| 中の原三丁目 | 7番11 - 16号，8番31号以上                                 | 北九州市立中尾小学校   | 北九州市立沖田中学校   |

## 交通

### バス
域内のバス停と系統は以下のとおりである。
| 運行事業者 | 運行事業者   | 西鉄バス北九州 | 西鉄バス北九州 | 西鉄バス北九州 | 西鉄バス北九州 |
| 系統       | 系統         | 53             | 76             | 143            | 快速           |
| 停留所     | 中の原二丁目 | ○              | ○              | ○              | ○              |

### 道路
- 国道211号

## 施設

### 役所・公的機関
- NTT西日本北九州上津役分局

### 商業施設
- ホームプラザナフコ 上津役店
- スーパーセンタートライアル 上津役店

### 公園
- 中の原西公園
- 中の原東公園